# Ливено гвожђе
Ливено гвожђе подразумева легуру железа и угљеника, са масеним уделом угљеника изнад приближно 2,1%. Као пратећи легирајући елементи најчешће се употребљавају силицијум, манган, хром и никл. Ливено гвожђе је легура хемијског елемента гвожђа са високим уделом угљеника (> 2%) и силицијума (углавном > 1,5%), а по правилу садржи и друге елементе попут мангана, хрома и фосфора. Ако се угљеник у микроструктури охлађеног гвожђа налази у облику графита онда говоримо о легури под именом сиво ливено гвожђе. Ако се пак угљеник у микроструктури охлађеног гвожђа налази у облику цементита онда се легура назива бело ливено гвожђе.
Легура гвожђа се као материјал умногоме разликује од челика. Специфична тежина гвожђа се налази између 7.100 и 7.250  и нижа је од специфичне тежине челика односно специфичне тежине чистог гвожђа, која је у принципу иста, и износи око 7.850 . Због високог садржаја угљеника ливено гвожђе се не може ни ковати ни савијати. Захваљујући еутектичкој реакцији гвожђе има далеко нижу тачку топљења од челика која за еутектичко гвожђе износи око 1.150 . Према садржају угљеника и силицијума ливена гвожђа се деле на подеутектичка, еутектичка и надеутектичка. У ту сврху се гради угљенични еквивалент према формули: . Подеутектичка гвожђа имају угљенични еквивалент до 4,3%, еутектичка око 4,3% а надеутектичка преко 4,3%. Подеутектичке и надеутектичке сорте ливеног гвожђа имају нешто вишу температуру топљења од еутектичких.
Ако је у питању сиво ливено гвожђе онда имамо пред собом материјал који услед исталоженог ламеларног графита поседује лошије механичке особине од челика, поготово када је еластичност у питању. Са друге стране гвожђе поседује бољу топлотну проводност, одличну ливност и бољу издржљивост када је у питању задржавање оригиналног облика (због ниске еластичности), као и повишену отпорност на корозију у односу на челик. Ако уз то додамо изузетну способност амортизације осцилација јасно нам је зашто су постоља (фундаменти) већине гломазних машина израђена управо од гвожђа. Механичке карактеристике као и корозиона постојаност могу се додатно побољшати додатком легирајићих елемената као што су: силицијум, манган, хром и никл.
Боље механичке особине се постижу модификацијом облика исталоженог графита у облику нодула (сферни облик), у нодуларном ливу, или у облику вермикула (лат. vermiculus — црв), у вермикуларном ливу, у процесу одстрањивања раствореног кисеоника и сумпора уз помоћ магнезијума као легирајућег елемента.
Једна такође важна форма легуре гвожђа је темперовано гвожђе (темпер лив) када се после издвајања ледебуритне фазе (у еутектичкој реакцији) материјал још једном темперира на повишеној температури. Повишена температура омогућава да термодинамички неповољна ламеларна структура (превелики однос између површине и запремине микроконституента) пређе у своју стабилнију форму и приближи се идеалном сферном облику. Сферни облик иначе има минималан однос површина/запремина па самим тим и најмању слободну енергију и представља равнотежно стање.

## Врсте ливеног жељеза
Зависно од структуре ливено жељезо се дели се на:
- сиви лив (угљеник је излучен као графит у облику љусака или ламела). У пракси се под ливеним жељезом обично подразумева сиви лив, који се највише примењује,
- бели лив или тврди лив (угљеник је излучен као тврди цементит),
- ковљиви лив или темпер лив се добија од белог лива, чији су одливци тврди и крти, те се за добивање мање тврдоће, веће жилавости, ковности и боље обрадљивости, одливци из белог лива морају подвргнути децементацијском жарењу.
- жилави лив или нодуларни лив (угљеник је излучен као графит у облику куглица). Жилави је лив легиран и манганом (Mn) ради дезоксидације отопине, те цепивом на бази магнезијума (Mg), који осигурава излучивање графита у облику куглица, што му уз повољну чврстоћу и тврдоћу даје и задовољавајућу жилавост и дуктилност.
- црвићасти лив или вермикуларни лив је по саставу сличан сивом ливу, уз додатак магнезијума. Приликом ливења изводи се цепљење титанијумом, услед чега се графит излучује у облику црвића и чворића.

У ливеном жељезу има осим жељеза и угљеника, још и силицијума, мангана, фосфора и сумпора. Састав сивог и белог лива може се мењати у следећим границама: 2,0 – 4,5% C, 0,5 – 3,5% Si, до 1,3% Mn, до 1% P и 0,06 – 0,15% S. За тај лив је својствен висок постотак угљеника који се излучује као графит или је везан у цементит.

### Сиви лив
Сиви лив је легура жељеза и угљеника, где се угљеник излучује из легуре као графит, и то за време скрућивања или при њеном жарењу (темперирање), па се тиме постиже боља обрадивост и већа способност пригушивања вибрација. На излучивање графита утичу хемијски састав, начин скрућивања и обрада легуре. Врло је важна количина угљеника и силицијума у легури са жељезом. Што је та количина већа, то се више излучује графита, и већи су графитни листићи. У основној структури графит је страно тело врло мале затезне чврстоће (20 N/mm2) и тврдоће. Графитни листићи пресецају основни челични лив и имају зарезно деловање. Што има више графитних листића и што су они грубљи, то су и механичка својства лива лошија (од 120 – 300 N/mm2).

### Бели лив
Бели лив или тврди лив је ливено жељезо где је сав угљеник везан као цементит или гвожђе карбид. Бело скрућивање лива постиже се прикладним хемијским саставом и већом брзином хлађења. Бели је лив тврд и крхак. Додатком легирних елемената промени се микроструктура карбида и основног материјала, јер перлит пређе у медуструктуре и мартензит. Разликују се бели тврди лив и лив с тврдом кором. 

#### Бели тврди лив
Бели тврди лив има у читавом пресеку бели прелом. Угљеник је везан, одливци су тврди и крхки. Служи за израду делова изложених трошењу (хабање). Одливци се не смеју динамички оптеретити, а могу се обрађивати само брушењем. У белом тврдом ливу лако се стварају усахлине (шупљине од ливења). Одливци од белог тврдог лива посебно се примењују у дробилицама, млиновима, за хидрауличке клипове, за млинске кугле и слично. Лије се у пешчане калупе и кокиле.

#### Лив с тврдом кором
Лив с тврдом кором је технички важнији од белог тврдог лива, посебно зато што се у ту групу убрајају и неки ливови за ваљке. Својства лива с тврдом кором зависна су од хемијског састава и брзине хлађења. Он има на површини бели прелом, који према језгру полагано прелази у сиви прелом. Прелази између појединих зона не смеју бити оштри да се тврда кора због појава напетости не одвоји. Ради стварања тврде коре легура се улива у кокиле или у калупе с уграђеним расхладним плочама на местима где се тражи велика тврдоћа. Угљеник повећава у првом реду тврдоћу спољашње коре, а смањује чврстоћу. Тврдоћа лива с великим садржајем угљеника износи и до 500 HB (тврдоћа по Бринелу). Силицијум смањује стабилност цементита и повећава сиво скрућивање. Манган олакшава стварање цементита и уједно везује штетан сумпор. Додатком никла, хрома и бакра може се утицати на основну структуру (на стварање мартензита, односно сорбита), а тиме и на својства лива.

### Ковкасти лив
Ковкасти лив или темпер лив је таква легура жељеза и угљеника која у сировом одливеном облику има бели прелом. Накнадном топлотном обрадом (децементацијским жарењем) постиже се распадање цементита и излучивање графита (црни ковљиви лив) или разугљичење лива (бели ковљиви лив). 
Децементацијским жарењем (темперирањем) добија се на жилавости одливка. Побољшање се нарочито примењује за мање предмете сложеног облика, који морају имати добра механичка својства, а било би их прескупо израђивати ковањем, док би ливење таквих предмета од челичног лива било отежано. Ако се одливак жари у оксидацијској атмосфери, угљеник оксидира, а прелом тако обрађеног одливка је бео. Одливак ће имати сиви прелом ако се жари у неутралној атмосфери, јер ће се графит излучивати у облику ситних чворића. Због фине и равномерне расподеле графита, материјал има боља механичка својства него сиви лив. Према својим својствима ковкасти лив се налази између сивог и челичног лива.

### Жилави лив
Жилави лив или нодуларни лив је врста ливеног жељеза с кугличастим графитом. Механичка својства тог лива зависе у првом реду од облика графита. При кугличастом облику графита нема зарезног деловања у основној структури лива. Жилави лив се по својим механичким својствима сврстава између сивог и челичног лива. Поступак производње жилавог лива се одвија у два корака. Прво се додаје магнезијум (ређе церијум или калцијум) да се легура дезоксидира, а затим се додатком цепива на основи силицијума убацују у легуру клице кристализације, што спречава бело скрућивање. Зато графит излучен у легури има кугличасти облик. Жилави лив се добива од подеутектичке или надеутектичке легуре састава: 3 – 3,9% C, 1,7 – 2,8% Si, 0,1  - 0,5% Mn, мање од 0,08% P и мање од 0,01% S.

### Црвићасти лив
Црвићасти лив или вермикуларни лив по саставу је сличан сивом ливу, уз додатак магнезијума. Приликом ливења изводи се цепљење титанијумом, услед чега се графит излучује у облику црвића и чворића. Због структуре излученог графита, црвићасти лив има својства сивог и својства жилавог лива (нодуларног лива). По одливности сличан је сивом ливу, а по механичким својствима жилавом ливу. Добро подноси промене температура. Уз то се добро обрађује резањем, а с обзиром да добро пригушује вибрације и да има отпорност на трошење, црвићасти лив се често примењује за израду блокова мотора и за израду глава великих бродских мотора.

## Литератyра
- John Gloag and Derek Bridgwater, A History of Cast Iron in Architecture, Allen and Unwin, London (1948)
- Peter R Lewis, Beautiful Railway Bridge of the Silvery Tay: Reinvestigating the Tay Bridge Disaster of 1879, Tempus (2004)  978-0-7524-3160-4
- Peter R Lewis, Disaster on the Dee: Robert Stephenson's Nemesis of 1847, Tempus (2007)  978-0-7524-4266-2
- George Laird, Richard Gundlach and Klaus Röhrig, Abrasion-Resistant Cast Iron Handbook, ASM International (2000)  978-0-87433-224-7
- Harold T. Angus, Cast Iron: Physical and Engineering Properties, Butterworths, London (1976)  0408706880
- Tylecote, R. F. (1992). A History of Metallurgy, Second Edition. London: Maney Publishing, for the Institute of Materials. ISBN 978-0901462886.
- Wagner, Donald B. (1993). Iron and Steel in Ancient China. BRILL. ISBN 978-90-04-09632-5.
- Wagner, Donald B. (мај 2008). Science and Civilisation in China: Volume 5, Chemistry and Chemical Technology, Part 11, Ferrous Metallurgy. Cambridge University Press. ISBN 978-0-521-87566-0.
- Temple, Robert (1986). The Genius of China: 3000 years of science, discovery and invention. New York: Simon and Schuster.
- Ragsdale, John G. (2015). Dutch Ovens Chronicled: Their use in the United States. Fayetteville: The University of Arkansas Press. ISBN 978-1-55728-690-1.
- Geerligs, PD; Brabin, BJ (август 2003). „Food prepared in iron cooking pots as an intervention for reducing iron deficiency anemia in developing countries: a systematic review.”. J Hum Nutr Diet. 16 (4): 275—81. PMID 12859709. doi:10.1046/j.1365-277x.2003.00447.x.
- Degarmo, E. Paul; Black, J T.; Kohser, Ronald A. (2003), Materials and Processes in Manufacturing (9th изд.), Wiley, ISBN 9780471033066.
- Schweitzer, Philip A. (2003), Metallic materials, CRC Press, ISBN 9780203912423.
- Smith, William F.; Hashemi, Javad (2006), Foundations of Materials Science and Engineering (4th изд.), McGraw-Hill, ISBN 9780072921946.